# Premed
Premed is een Belgisch bedrijf, met de hoofdzetel in Leuven.
Het is een regionale Externe Dienst voor Preventie en Bescherming op het Werk. Het is een van de kleinere spelers op de markt, met enkele grote bedrijven in Vlaams-Brabant als klant.